# Conte di Home
Conte di Home è un titolo di Pari di Scozia. È stato creato nel 1605 per Alexander Home, VI Lord di Home. Il conte di Home detiene i titoli sussidiari del Lord Home (creato nel 1473), e Lord Dunglass (nel 1605), nei Pari di Scozia, e Barone Douglas, di Douglas nella Contea di Lanark nei Pari del Regno Unito. Il titolo Lord Dunglass è il titolo di cortesia del figlio maggiore del Conte.
Il quattordicesimo conte, dopo le dimissioni inaspettate di Harold Macmillan, è stato nominato primo ministro. Per la prima volta in oltre 60 anni, un Primo Ministro era un membro della Camera dei lord, piuttosto che della Camera dei comuni. A partire dal 2015 i titoli sono detenuti dal quindicesimo conte, che gli successe nel 1995.
Le residenza ufficiali sono The Hirsel, vicino a Coldstream, e Castlemains, vicino a Douglas, South Lanarkshire.

## Lord Home (1473)
- Alexander Home, I Lord Home (1403-1490)
- Alexander Home, II Lord Home (1468-1506)
- Alexander Home, III Lord Home (?-1516)
- George Home, IV Lord Home (?-1549)
- Alexander Home, V Lord Home (?-1575)
- Alexander Home, VI Lord di Home (1566-1619) (creato Conte di Home nel 1605)

## Conti di Home (1605)
- Alexander Home, I conte di Home (1566-1619)
- James Home, II conte di Home (?-1633)
- James Home, III conte di Home (1615-1666)
- Alexander Home, IV conte di Home (?-1674)
- James Home, V conte di Home (?-1687)
- Charles Home, VI conte di Home (?-1706)
- Alexander Home, VII conte di Home (?-1720)
- William Home, VIII conte di Home (1681-1761)
- Alexander Home, IX conte di Home (?-1786)
- Alexander Home, X conte di Home (1769-1841)
- Cospatrick Douglas-Home, XI conte di Home (1799-1881) (creato Barone Douglas nel 1875)
- Charles Douglas-Home, XII conte di Home (1834-1918)
- Charles Douglas-Home, XIII conte di Home (1873-1951)
- Alexander Douglas-Home, XIV conte di Home (1903-1995)
- David Douglas-Home, XV conte di Home (1943-2022)
- Michael Douglas-Home, XV conte di Home (1987-)

L'erede è Alexander Sholto Douglas-Home (nato nel 1962), cugino di secondo grado dell'attuale conte e pronipote del XIII.